# Blueprint (Roman)
Blueprint – Blaupause ist ein 1999 erschienener Roman von Charlotte Kerner zur Debatte zur Klon-Technologie. Das Buch wurde 2003 von Rolf Schübel unter dem gleichen Titel verfilmt.

## Handlung
Die hochbegabte Pianistin und Komponistin Iris Sellin wird im Alter von 30 Jahren mit der Diagnose Multiple Sklerose konfrontiert. Schockiert trifft sie den Entschluss, sich klonen zu lassen, um ihr Talent nicht von der Welt schwinden zu lassen, da sie auch nicht bereit ist, die Belastung durch einen Mann und das Risiko einer „falschen“ Talentweitergabe einzugehen. Die künstliche Befruchtung glückt und Siri wächst zunächst heran wie jedes andere Kind. In ihr entfalten sich dieselben musikalischen Talente wie in ihrer Mutter. Im Alter von sieben Jahren schenkt Iris ihrer Tochter Mr. Black, den Flügel, auf dem sie früher viel spielte. Nach ihrer ersten Periode erkennt Siri zu ihrem großen Missfallen die Ähnlichkeit zwischen sich und ihrer Mutter immer deutlicher. Im Teenageralter wendet sie sich von der Musik immer mehr ab.
Mit 16 Jahren gibt Siri ihr erstes Konzert, bei dem sie sich zu viele Gedanken darüber macht, was ihre Zuhörer denken, und daher fatal scheitert. Als sie überdies von der eigenen Mutter verraten wird, indem Iris nach Siri spielt und das Scheitern ihrer Tochter damit noch offensichtlicher macht, wendet sie sich endgültig von der Musik ab. Die Medien sind enttäuscht, sie haben sich mehr erhofft. 
Siri wendet sich gegen ihre Mutter und wohnt fortan bei Janeck, dem Sohn ihres früheren Kindermädchens, der für sie immer wie ein Bruder war. Dabei versucht sie auf einer Kunstschule ihr anderes Talent, die Bildende Kunst, weiterzubringen. 
Als Iris schließlich im Sterben liegt, verbringen die beiden wieder mehr Zeit miteinander. Nach dem Tod ihrer Mutter fühlt Siri sich aber befreit. Sie verfolgt ihren Weg als Künstlerin und wird letztlich mit ihrer Kunst ebenso berühmt, wie ihre Mutter es mit der Musik war.

## Rezensionen
„Ein gelungener und hochkritischer Beitrag zur brisanten Diskussion um das Klonen von Menschen.“

„In ihrem zweiten fiktiven Roman nach Geboren 1999 stellt Charlotte Kerner in eindrucksvoller Weise vor Augen, was Wissenschaft vermag und welche Auswirkungen das auf den Menschen haben kann. Ein faszinierender Beitrag, der Erwachsene und Jugendliche gleichermaßen begeistern wird.“

„Einer der aufregendsten Beiträge zur Diskussion um die Gen-Technologie.“

„Die Autorin beschreibt mit Sarkasmus und Spannung bis zur letzten Seite eindrucksvoll ein Leben und eine Beziehung zwischen zwei Menschen, die es bis jetzt noch nicht gegeben hat. - Mit umfangreichem Erklärungsteil.“

„‚Blueprint Blaupause‘ wurde mit dem Deutschen Jugendliteraturpreis 2000 ausgezeichnet. Der Roman ist eine gute Grundlage, um über die Problematik zu diskutieren. Allerdings eignet sich das Buch nur für Leserinnen und Leser, die sich auch an etwas kompliziertere Texte heranwagen wollen und wirklich Interesse für das Thema 'Klonen' haben. Der Verlag empfiehlt es sogar erst für Jugendliche ab 14.“

## Ausgaben
- Charlotte Kerner: Blueprint Blaupause (Roman, mit einem Nachwort und Essay zum Film, Cover von Cornelia Niere), 12. Auflage, Beltz & Gelberg, Weinheim / Basel 2012 (Erstausgabe 1999), ISBN 978-3-407-74102-8 (= Guliver, Band 1102); als Hörbuch bei: Dhv der Hörverlag, München 2003, ISBN 3-89940-295-2.